# П'єр Франческо Чіттадані
П'єр Франческо Чіттадані ( італ. Pier Francesco Cittadini  1616, Мілан — 1681) — італійський художник доби бароко, котрий працював у компромісній манері стриманого караваджизму і болонського академізму.

## Життєпис
Художню освіту почав опановувати в майстерні художника Даніеле Креспі. У віці 17 років відбув у місто  Болонья , де влаштувався у майстерню відомого академічного майстра Гвідо Рені. Перші твори  Чіттадані мають помітний вплив академічних майстрів Болоньї та творів Гвідо Рені. 
В 1640-і роки відвідав Рим, де на молодого художника вплинули твори інтернаціональних представників караваджизму. Відомо, що Чіттадані тісно спілкувався і приятелював із художниками Південних Нідерландів (Фландрія) та Франції. Митець перейшов до яскравих і дещо важкуватих фарб з різким освітленням і ознаками натуралізму. Виборов популярність як портретист і майстер пишних барокових натюрмортів. Його художня манера наблизилась до барокової фламандської з її гірляндами квітів і натюрмортами з побутовими або міфологічними сценками. В його картинах римського періоду вбачають впливи тамтешніх митців П'єтро Теста та П'єр Франческо Мола.
В 1650 роц Чіттадані повернувся у Болонью, де став авторитетним портретистом і майстром натюрмортів.
Помер на 63 році життя у 1681 р.

## Натюрморти майстра

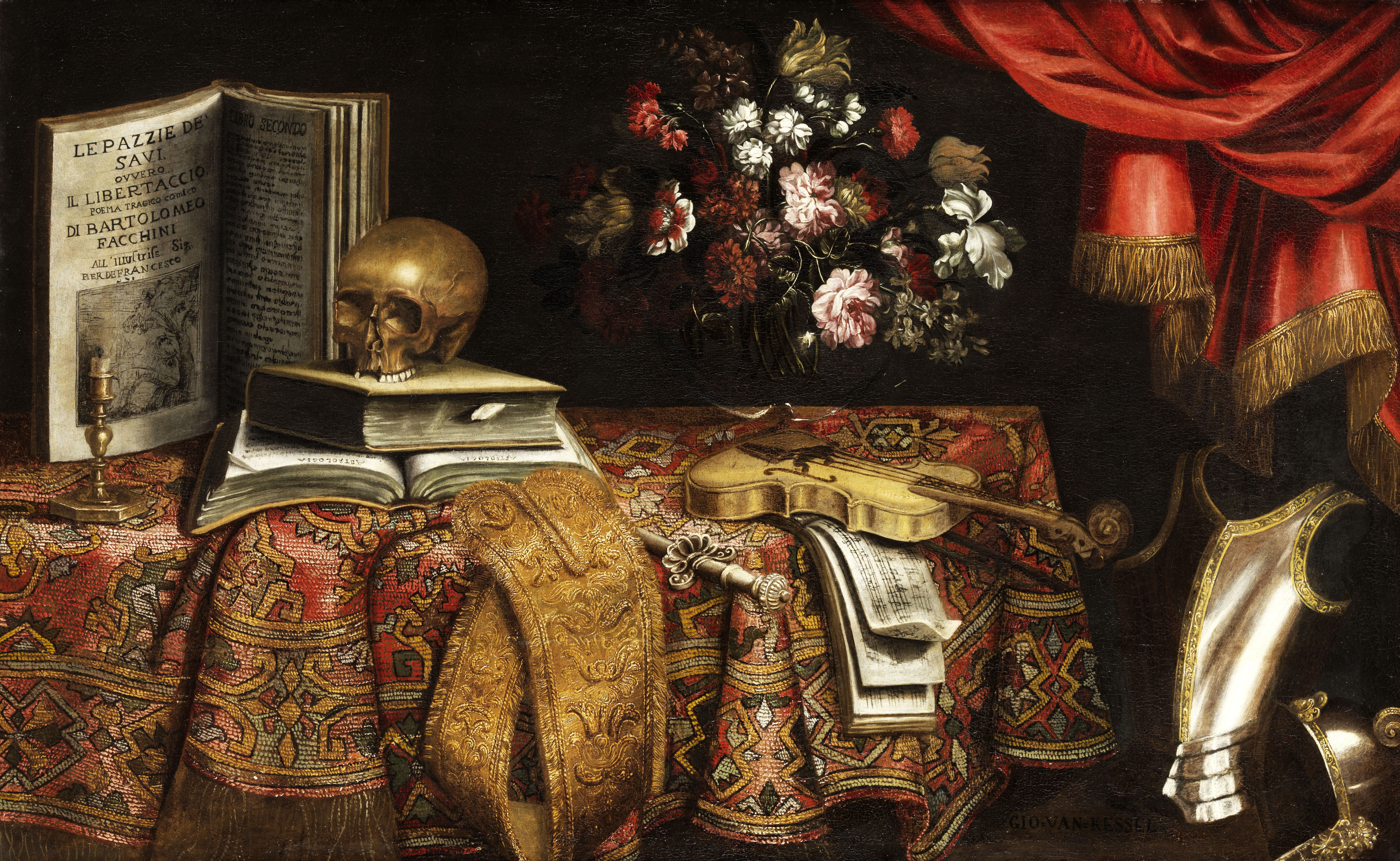
П'єр Франческо Чіттадані. «Натюрморт з черепом, свічкою, квітами і скрипкою» (ванітас)
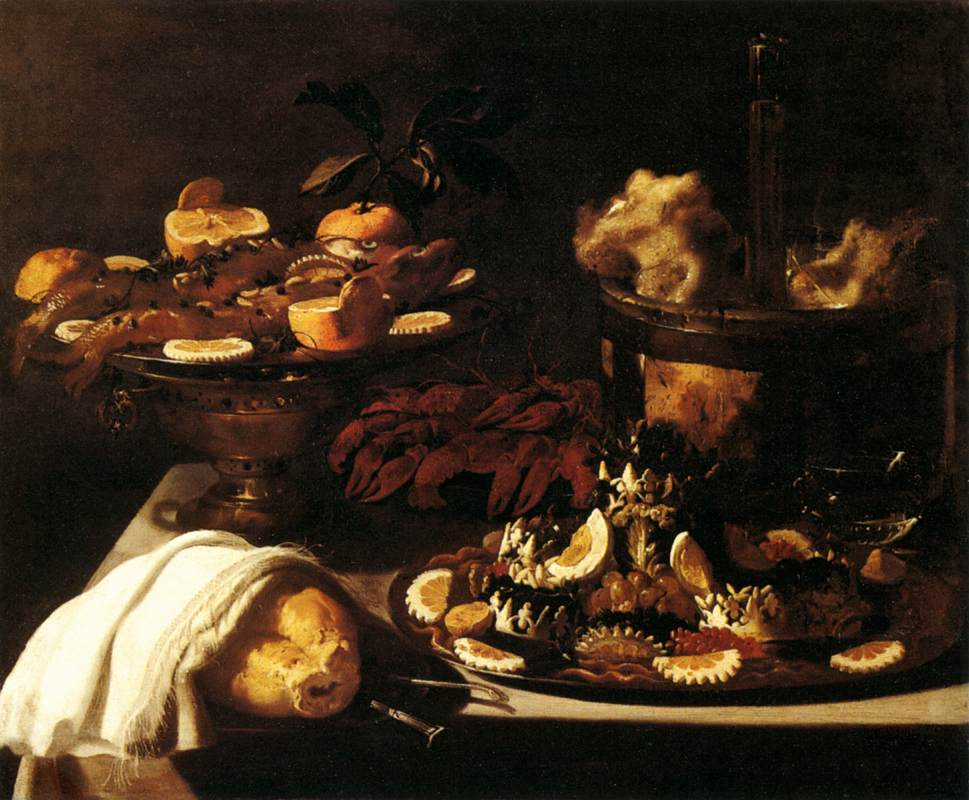
П'єр Франческо Чіттадані. «Страви для невеликого бенкета»

## Неповний перелік збережених творів
- «Побиття камінням св. Стефана»
- «Побиття Христа біля колони»
- «Купання путті в басейні у присутності Венери»[1]
- «Чаклунка Цирцея і Одіссей»
- «Портрет родини Мальвецці Самреджи» [2]
- «Невідомий аристократ із сином»[2]
- «Натюрморт з черепом, свічкою. квітами і скрипкою» (ванітас)
- «Натюрморт з випічкою і фруктами на тлі з палацовим двориком»
- «Страви для невеликого бенкета»
- «Сімонетта Кавацці делла Сомалья»
- «Молода пані з двома дітьми»[1]
- «Портрет невідомого у вбранні французького аристократа»[2]
- «Анна Жозефа Моньяліс»

## Портрети майстра

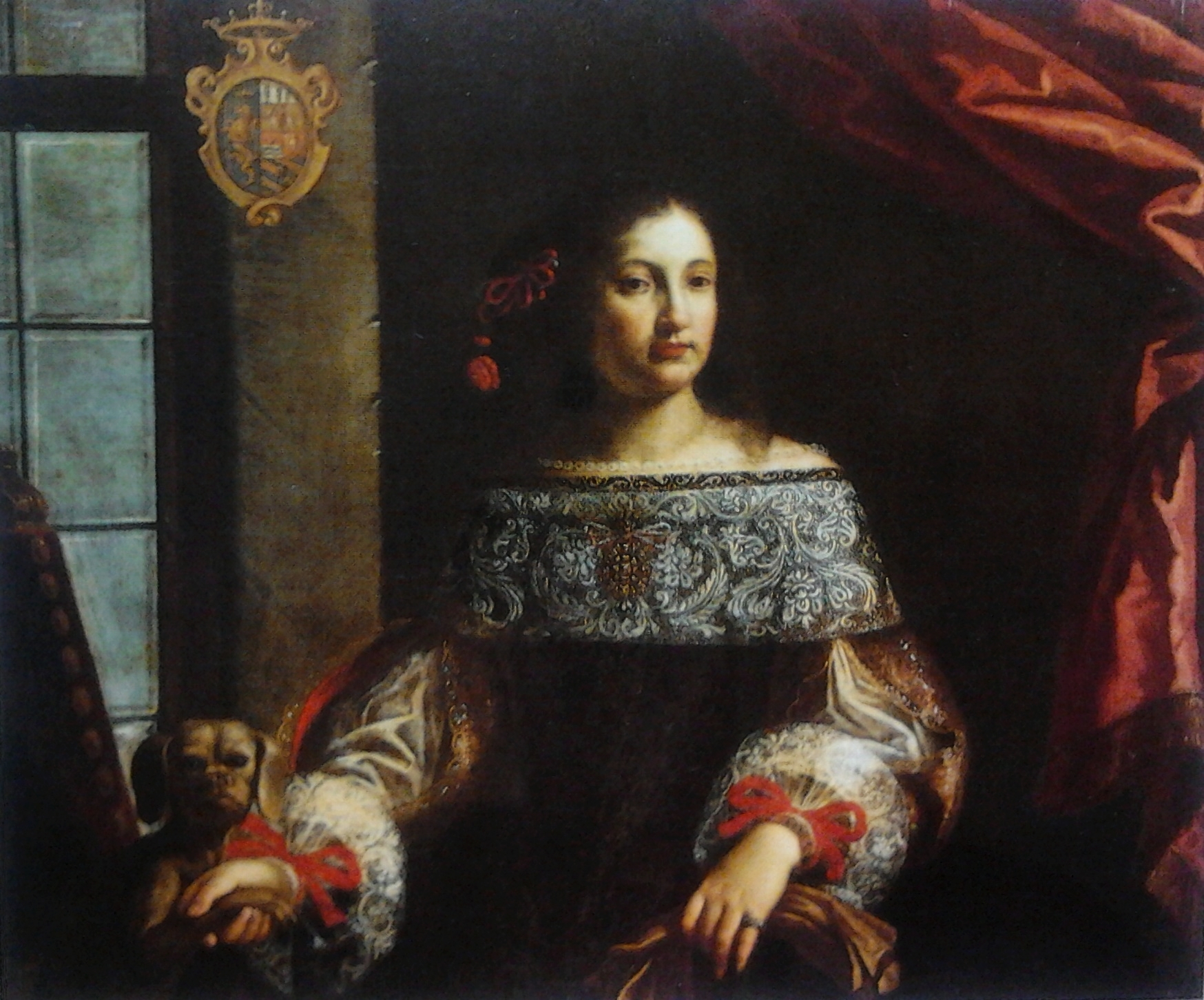
«Сімонетта Кавацці делла Сомалья»
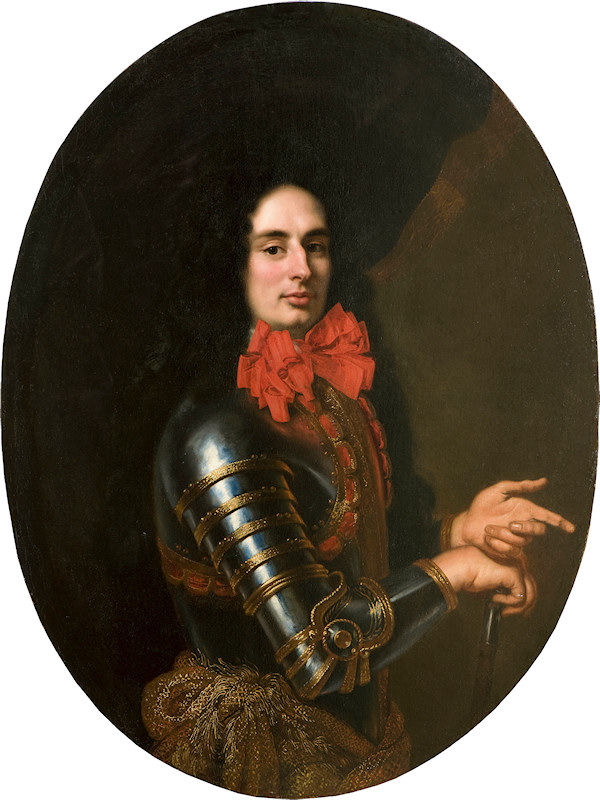
«Портрет невідомого у вбранні французького аристократа»
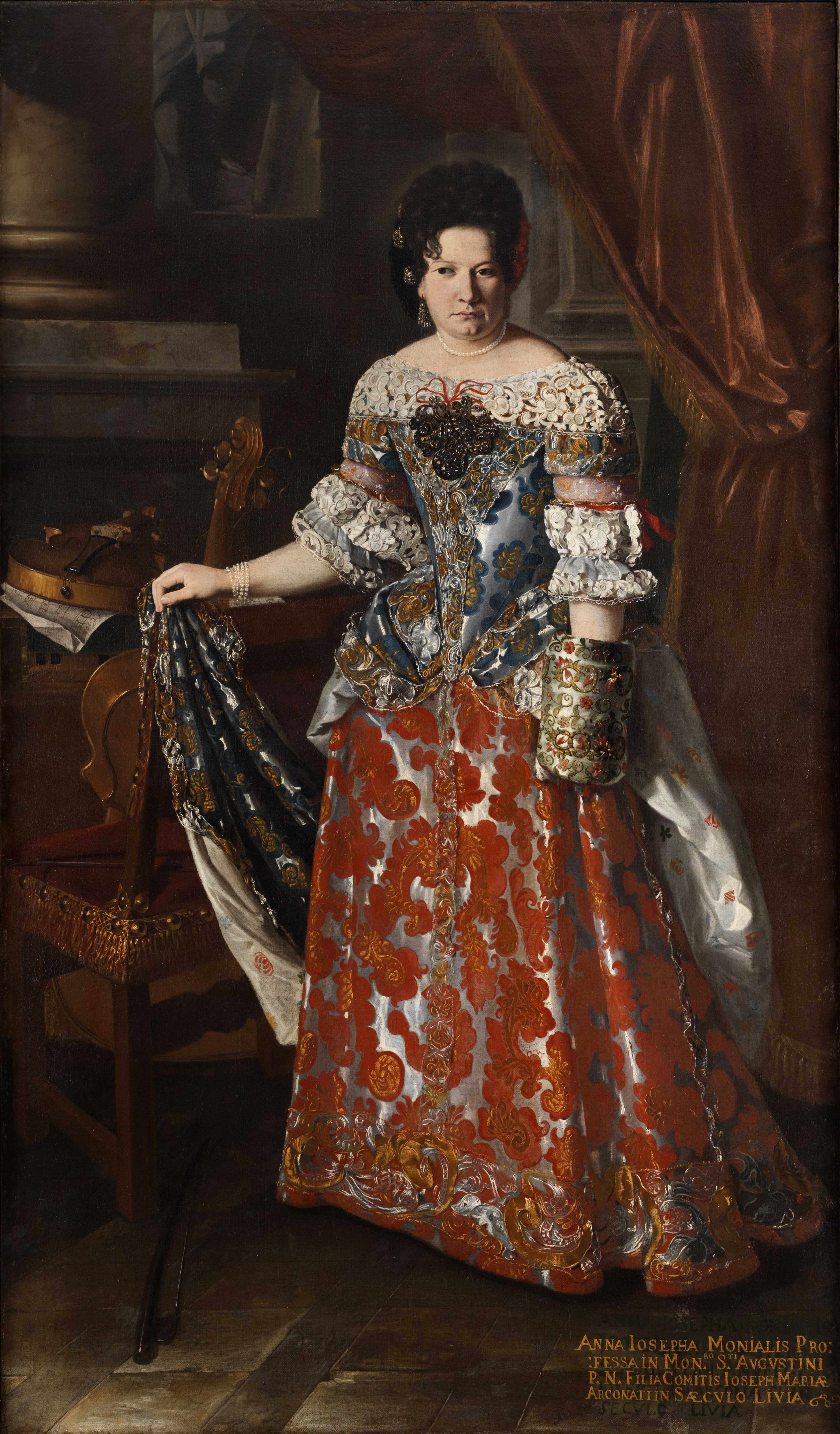
«Анна Жозефа Моньяліс»
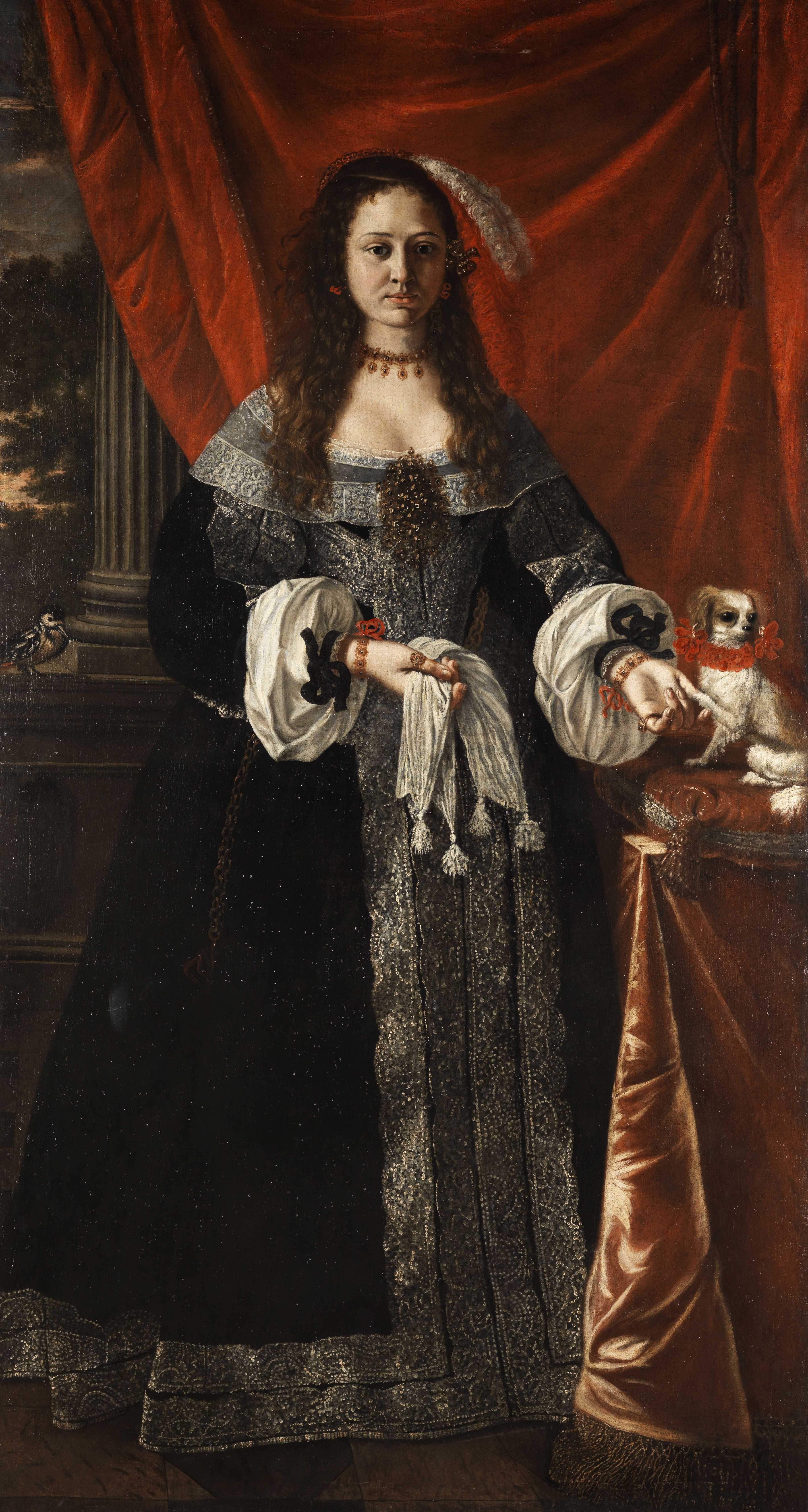
«Портрет невідомої аристократки з собачкою»
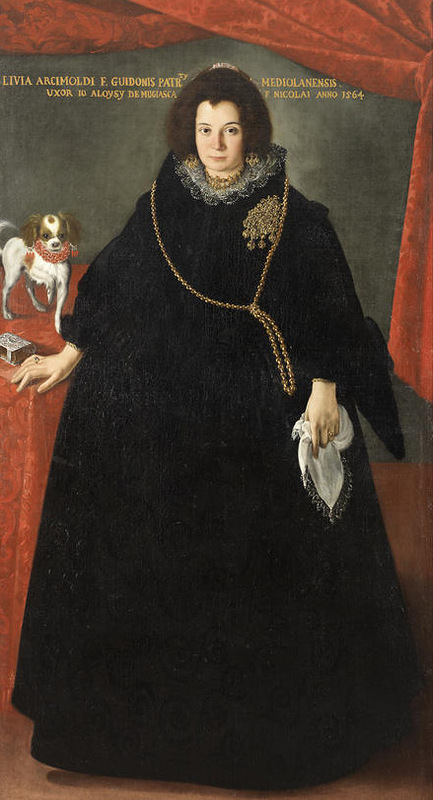
«Портрет Лівії Арчимольді», 1664 р.